# Theridion viridanum
Theridion viridanum är en spindelart som beskrevs av Arthur Urquhart 1887. Theridion viridanum ingår i släktet Theridion och familjen klotspindlar. Inga underarter finns listade i Catalogue of Life.